# Al-Zintan
Al-Zintān, o Zintan o Zentan (in arabo الزنتان‎?), o Tiɣarmin o Taɣrmin, che significa "piccoli castelli", in berbero) è una città del nord-ovest della Libia, situata nel massiccio del Nefusa e appartenente al distretto di al-Jabal al-Gharbi, a circa 160 km a sud-ovest della capitale Tripoli.
Gli abitanti di Tigharmin, di etnia berbera, sono bilingui, e parlano tanto il berbero quanto l'arabo. 
Nel 2011, i suoi abitanti sono stati tra i primi al di fuori della Cirenaica a rivoltarsi contro il governo Muʿammar Gheddafi e, con l'aiuto delle cittadine vicine di Nalut e Yefren, e sostenuti dai bombardamenti aerei della NATO sulla Libia, hanno opposto notevole resistenza ai reiterati assalti delle truppe regolari pro-Gheddafi fino alla cattura di Tripoli da parte delle truppe fedeli al CNT.
Ai piedi del gebel era situato un cantiere edile Italiano che dal 1978 al 1987 circa, realizzò centinaia di chilometri di strade, manufatti e fabbricati. Costruì la strada che collega la pedemontana da Zawia a Nalut alla soprastante strada Garian-Nalut (realizzata dall'impresa tedesca Bilfinger-Berger). La strada a collegamento è denominata Sciantira Zintan, (più esattamente Musciallarin-Zintan in quanto trattasi rispettivamente di due piccole oasi ai piedi del Gebel, oasi di Sciantira e di Musciallarin). L'oasi di Sciantira era anche conosciuta con l'appellativo berbero di Al Zargha (in arabo ﺍﻟﺰﺭﻘﺎء‎?, al-Zarqāʾ) (l'azzurra, per la purezza dell'acqua). La nuova strada, sostituì la precedente realizzata nel periodo di occupazione italiana che si inerpicava dalla piana sottostante sino all'altipiano, passando a fianco dei ruderi di un vecchio fortilizio Berbero, posto a margine della scarpata. Gli abitanti da sempre conosciuti come dei "duri" sono oggi principalmente arabi e sostanzialmente costituiscono con alcuni villaggi circostanti, (Rieina, Rusban ecc.) un'enclave araba nel territorio Berbero, guai a definirli Berberi. Parlano un dialetto arabo inconfondibile, tant'è che chi lo parla è subito riconosciuto. Tagharminn era il precedente nome al tempo dei Berberi. A fronte dei ruderi del castello che dominava l'oasi di Sciantira vi è un altro colle a forma tondeggiante, denominato dai locali al-Rummia che reca tracce di un probabile e precedente castrum romano. Sulle pareti dell'acrocoro sono sparse numerose vestigia di antiche abitazioni, alle quali si accedeva tramite scale provvisorie. Ai piedi dell'altipiano erano presenti numerose torri in muratura a guardia dei vari pozzi disseminati nella zona. sempre ai piedi della scarpata e a lato della nuova strada era attiva una cava si sabbia particolarmente ricercata per la produzione di calcestruzzi ed asfalti. Disseminati all'interno della cava si reperivano molti resti fossili silicizzati di alberi, alcuni anche mineralizzati e con cristalli di grosse dimensioni. Alla partenza della nuova strada era stato realizzato dall'impresa un pozzo per l'approvvigionamento dell'acqua per il cantiere e le varie lavorazioni. Tale pozzo serviva anche la popolazione locale. Zintan era suddivisa in Qabile, ("frazioni", lett. "tribù") a capo della comunità era presente il Raʾs al-Maḥalla, (lett. "Capo del luogo", equivalente del nostro sindaco). Il villaggio possedeva molti manufatti e fabbricati edificati in epoca coloniale Italiana, tra i tanti merita ricordare il forte militare quadrilatero, posto sulla sommità della collina che sovrastava la qabile detta "Aulad Aissa" ("Figli di ʿĪsā"). pochi chilometri a sud dell'abitato, verso il deserto della Ḥammāda al-Ḥamrāʾ, sono presenti ruderi e vestigia di epoca romana. Il gebel Nefusa, (Montagna del Nefusa), del quale fa parte Zintan era composta da tre municipalità, Yefren (Berbera) alla quale appartiene Zintan, Gharian, (un tempo prevalentemente berbera) e Nalut (Berbera). Il clima è caldo secco, in estate misurati anche 46 all'ombra) e molto freddo nel periodo invernale. Non sono rasi i casi di nevicate sull'altipiano. La base dell'altipiano è spesso spazzata da venti molto violenti che durano anche per molti giorni consecutivi. Gli animali selvatici maggiormente presenti sono il Dīb (sciacallo), la Facruna, (tartaruga di terra), il Sīd el-Lī (Porcospino), Il Gundi (una procavia), l'Asjel, (pernice), Il Camaleonte, (Herba), la lepre (Harneb) e la capra nubica delle montagne, (Waddan). C'è pure l'Ural, (varano di mezzo metro e oltre), il Dab, (lucertolone con la coda spinosa, detto Uromastice). Non mancano gli scorpioni, serpenti vari, (vipere) e coleotteri. In particolare in primavera c'era una invasione di coleotteri neri, grossi come un uovo di quaglia. erano dovunque e sulle strade ne risultavano completamente coperte con le conseguenze del caso. Ogni tanto pioveva ed erano guai. La strada attraversava numerosi Wadi (torrenti) praticamente sempre in secca ma quando pioveva forte era meglio togliersi da lì. Per ovviare al problema nell'attraversamento dei Wadi la strada era sostituita da Irish Bridge, ovvero tratti stradali cementati che seguivano l'andamento del terreno.